# 11022 Serio
11022 Serio è un asteroide della fascia principale. Scoperto nel 1986, presenta un'orbita caratterizzata da un semiasse maggiore pari a 2,6089155 UA e da un'eccentricità di 0,1523655, inclinata di 15,57877° rispetto all'eclittica.